# Bobsleigh aux Jeux olympiques de 1964
Pour des articles plus généraux, voir Bobsleigh aux Jeux olympiques et Jeux olympiques d'hiver de 1964.
Navigation
Cortina d'Ampezzo 1956 Grenoble 1968
Les épreuves de bobsleigh aux Jeux olympiques d'hiver de 1964 se déroulent du 31 janvier au 7 février 1964 à la piste de bobsleigh, luge et skeleton d'Igls en Autriche. Le bobsleigh a toujours été programmé aux Jeux olympiques d'hiver depuis la première édition en 1924 à l'exception des Jeux olympiques d'hiver de 1960.
En bob à 2 masculin, le duo britannique Robin Dixon-Tony Nash remporte le titre olympique tandis qu'en bob à 4 le pilote canadien Vic Emery et ses coéquipiers John Emery, Doug Anakin et Peter Kirby remportent la médaille d'or.

## Podiums
| Épreuves       | Or                                                     | Argent                                                              | Bronze                                                            |
| -------------- | ------------------------------------------------------ | ------------------------------------------------------------------- | ----------------------------------------------------------------- |
| Bob à deux H   | Grande-Bretagne Robin Dixon Tony Nash                  | Italie Sergio Zardini Romano Bonagura                               | Italie Eugenio Monti Sergio Siorpaes                              |
| Bob à quatre H | Canada Peter Kirby Douglas Anakin John Emery Vic Emery | Autriche Erwin Thaler Adolf Koxeder Josef Nairz Reinhold Durnthaler | Italie Eugenio Monti Sergio Siorpaes Benito Rigoni Gildo Siorpaes |

## Tableau des médailles
| Rang  | Nation          | Or | Argent | Bronze | Total |
| ----- | --------------- | -- | ------ | ------ | ----- |
| 1     | Canada          | 1  | 0      | 0      | 1     |
| 1     | Grande-Bretagne | 1  | 0      | 0      | 1     |
| 3     | Italie          | 0  | 1      | 2      | 3     |
| 4     | Autriche        | 0  | 0      | 1      | 1     |
| Total | Total           | 2  | 2      | 2      | 6     |